# John Traynor
John Jack Traynor (1883 – 8 de diciembre de 1943) fue un marino real británico que quedó parapléjico después de ser herido durante la Primera Guerra Mundial. Además, empezó a sufrir de parálisis en el lado derecho de su cuerpo, epilepsia y ceguera leve. Vivió como inválido hasta 1923, cuando se curó completamente y sin explicación tras peregrinar al Santuario de Lourdes. Su caso abrió un debate sobre si se le debía quitar su pensión por invalidez. Finalmente se decidió que debía conservarla.

## Biografía
Traynor nació en Liverpool; su madre era una inmigrante de Irlanda. Asistió a la escuela primaria St. Patrick, abandonando la escuela para convertirse en marinero en la marina mercante. En 1907, se convirtió en fogonero en la Reserva de la Marina Real, uniéndose a la Marina regular al comienzo de la Primera Guerra Mundial. Fue herido cerca de Brujas el 8 de octubre de 1914, recibiendo cinco disparos de ametralladora, pero se recuperó. Fue alcanzado por 14 disparos de ametralladora el 8 de mayo de 1915, durante la batalla de Galípoli, recibiendo heridas en su cabeza, pecho y brazo derecho. Los nervios del lado derecho de su cuerpo se dañaron durante operaciones fallidas en un intento por salvar su brazo, finalmente los médicos propusieron amputárselo, pero Traynor se negó. Fue dado de baja con una pensión por incapacidad del 80%.
Las heridas en su cabeza le produjeron epilepsia. En abril de 1920, un cirujano de Liverpool intentó curarlo mediante una trepanación, resultando en la parálisis de sus dos piernas. Su pensión fue subida al 100%, reservada para los inválidos incurables.
En 1923, viajó al Santuario de Lourdes con un grupo de peregrinos de Liverpool, sumergiéndose en los baños nueve veces. Mientras estaba allí, se curó de sus padecimientos.
A su regreso a Liverpool, una multitud se había reunido en la estación de Lime Street para saludarlo. John comenzó un negocio de reparto de carbón y regresó a Lourdes como camillero. Fue uno de los presidentes de la Asociación de Brancardiers de Liverpool antes de la guerra. El ejército británico se negó a considerar la posibilidad de retirarle las pensiones de invalidez que le habían sido concedidas después de que fuera herido originalmente.
En diciembre de 2024 su curación fue reconocida oficialmente como un milagro por la iglesia católica.